# Świdry Kościelne
Świdry Kościelne [ˈɕfʲidrɨ kɔɕˈt͡ɕɛlnɛ] ist ein Dorf in der polnischen Woiwodschaft Ermland-Masuren und gehört zur Gmina Biała Piska (Stadt- und Landgemeinde Bialla, 1938 bis 1945 Gehlenburg) im Powiat Piski (Kreis Johannisburg).

## Geographische Lage
Świdry Kościelne liegt im südlichen Osten der Woiwodschaft Ermland-Masuren, 24 Kilometer südöstlich der Kreisstadt Pisz (deutsch Johannisburg).

## Geschichte
Über die Historie des Ortes vor 1945 liegen keine Belege vor. Es ist anzunehmen, dass das Dorf erst nach 1945 gebildet wurde. Heute ist es Sitz eines Schulzenamtes (polnisch Sołectwo) und somit eine Ortschaft im Verbund der Stadt- und Landgemeinde Biała Piska im Powiat Piski, bis 1998 der Woiwodschaft Suwałki, seither der Woiwodschaft Ermland-Masuren zugehörig. Die Zahl der Einwohner belief sich im Jahre 2011 auf 244.

## Kirche
Kirchlicherseits ist Świdry Kościelne nach Biała Piska ausgerichtet und gehört zur dortigen katholischen Pfarrei im Bistum Ełk bzw. zur evangelischen Kirchengemeinde, einer Filialgemeinde von Pisz in der Diözese Masuren.

## Verkehr
Świdry Kościelne liegt südlich der Landesstraße 58 und ist von dort über Świdry (Schwiddern) auf einer Nebenstraße nach Cibory (Czyborren, 1938 bis 1945 Steinen (Ostpr.)) erreichbar. Eine Bahnanbindung besteht nicht.